# Ladislav Toman
Ladislav Toman, né le 13 juillet 1934 à Prague et mort le 10 juillet 2018, est un joueur tchécoslovaque de volley-ball. 

## Biographie
Avec l'équipe de Tchécoslovaquie de volley-ball, Ladislav Toman remporte la médaille d'argent aux Jeux olympiques d'été de 1964, deux médailles d'argent lors des 1960 et 1962, et un titre de champion d'Europe en 1958.
Il entre au Volleyball Hall of Fame en 2004.